# Eddie Slovik
Edward Donald Slovik (Detroit, 18 febbraio 1920 – Sainte-Marie-aux-Mines, 31 gennaio 1945) è stato un militare statunitense di origine polacca, appartenente alla 28th Infantry Division.
Slovik è noto per essere stato l'unico soldato statunitense giustiziato per diserzione durante la seconda guerra mondiale e il primo dai tempi della Guerra civile americana.
Durante la seconda guerra mondiale furono condannati per diserzione 21 000 soldati americani ed emesse 49 condanne a morte, ma Slovik fu l'unico soldato per cui la condanna venne eseguita, mediante fucilazione, il giorno 31 gennaio 1945 presso il villaggio francese di Sainte-Marie-aux-Mines, in Alsazia.
La vedova, Antoinette Wisniewski (morta nel 1979), ha fatto richiesta a sette Presidenti degli Stati Uniti d'America della riabilitazione post mortem, che tuttavia non è stata mai accordata.
Nel 1987 la salma di Slovik è stata riportata negli Stati Uniti e sepolta accanto a quella della moglie.